# Ilyushin Il-106
Ilyushin Il-106 là mẫu đề xuất máy bay vận tải quân sự hạng nặng của Nga trong thập niên 1990.

## Tính năng kỹ chiến thuật
Dữ liệu lấy từ 
Đặc điểm tổng quát
- Chiều dài: 57.6 m (189 ft 0 in)
- Sải cánh: 58.5 m (191 ft 11 in)
- Chiều cao: 19.93 m ( ft  in)
- Diện tích cánh: 370 m2 ( ft2)
- Trọng lượng rỗng: 135.000 kg ( lb)
- Trọng lượng có tải: 258.000 kg (568.792 lb)
- Lực nâng có ích: 80.000 kg ( lb)
- Động cơ: 4 × Kuznetsov NK-92 hoặc D-100, lực đẩy 176,53 hoặc 186 kN (39685 hoặc lbf) mỗi chiêc

Hiệu suất bay
- Vận tốc hành trình: 850 km/h (528 mph)
- Tầm bay: 5000 km (3107 dặm)
- Trần bay: 14,000 m ( ft)